# Altenbeken
Altenbeken este o comună din landul Renania de Nord-Westfalia, Germania.
1. ↑   https://www.swrfernsehen.de/eisenbahn-romantik/folgen/broadcastcontrib-swr-36712.html, accesat în 5 iunie 2024 Lipsește sau este vid: |title= (ajutor)
2. ↑  Alle politisch selbständigen Gemeinden mit ausgewählten Merkmalen am 31.12.2018 (4. Quartal) (în germană), Statistisches Bundesamt[*], arhivat din original la 10 martie 2019, accesat în 10 martie 2019